# Rivne, Novomoskovsk
Rivne (în ucraineană Рівне) este un sat în comuna Bahate din raionul Novomoskovsk, regiunea Dnipropetrovsk, Ucraina.

## Demografie
Componența lingvistică a localității Rivne
     Ucraineană (97,04%)
     Rusă (2,96%)
Conform recensământului din 2001, majoritatea populației localității Rivne era vorbitoare de ucraineană (97,04%), existând în minoritate și vorbitori de rusă (2,96%).